# Sunandha Kumariratana
Sunandha Kumariratana (tiếng Thái: สุนันทากุมารีรัตน์; RTGS: Sunantha Kumarirat , 10 Tháng 11 năm 1860 - 31 tháng 5 năm 1880) là một vương hậu của nước Xiêm La. Bà là con gái của nhà vua Mongkut (Rama IV) và vương hậu Piyamavadi. Bà là em gái cùng cha và người vợ đầu tiên của vua Chulalongkorn (Rama V) của Xiêm (nay Thái Lan). hai người vợ khác của vua là toàn anh chị em của cô em gái, vương hậu Savang Vadhana và vương hậu Saovabha Bhongsi.
Vương hậu và cô con gái bị chết đuối khi chiếc thuyền hoàng gia của mình bị lật úp trên đường đến Bang Pa-In Cung điện Hoàng gia (Summer Palace). Các nhân chứng nhiều đến vụ tai nạn đã không dám chạm vào vương hậu, một tử tội. Thậm chí không để cứu lấy mạng sống của bà Các đau buồn Chulalongkorn sau đó dựng lên một đài tưởng niệm với cô ấy và đứa con chưa sinh của họ tại Bang Pa-In Palace.